# Ayman Kari
Pour les articles homonymes, voir Kari.
Ayman Kari, né le 19 novembre 2004 à Ivry-sur-Seine en France, est un footballeur français qui évolue au poste de milieu relayeur. Il possède également la nationalité comorienne.

## Biographie

### Débuts et formation
Né à Ivry-sur-Seine, Ayman Kari rejoint l'US Villejuif Football en 2014 avant de rejoindre le centre de formation du Paris Saint-Germain en 2017 (à noter qu'il avait déjà intégré le centre de préformation du club, deux ans plus tôt). Après avoir tourné dans les différentes équipes de jeunes du club, il dispute son premier match de Youth League le 15 septembre 2021 contre le Club Bruges, score final de 2-2. Il fait tellement forte impression avec les jeunes de la capitale qu'il est élu Titi d'Or 2021 (trophée qui récompense chaque année le meilleur joueur du centre de formation du Paris Saint-Germain) et que certains des plus gros clubs allemands vont s'intéresser à lui, dont le Bayern Munich. Il décide finalement de rester à Paris où il commence à faire des apparitions dans le groupe professionnel du club mais sans disputer la moindre minute. Malgré tout, il signe son premier contrat professionnel avec Paris le 5 janvier 2023.

#### Prêt au FC Lorient
Juste après la signature de son premier contrat professionnel, le 31 janvier 2023, Ayman est prêté avec option d'achat pour un an et demi au FC Lorient. Bien qu'il soit régulièrement appelé par Régis Le Bris dans le groupe lorientais, il faut attendre le 30 avril 2023 pour qu'il dispute ses premières minutes en pro pour le club breton. Ce match ayant d'ailleurs lieu contre son club d'origine, le Paris Saint-Germain avec une victoire 3 à 1 des Morbihannais.
Le 6 juillet 2023, le Paris Saint-Germain renouvelle le prêt avec option d'achat.

### Parcours en sélection
Ayman Kari débute en sélection avec l'équipe de France des moins de 18 ans, il y dispute ses premières minutes contre l'Italie (score final de 3-0 pour la France) et joue au total trois matchs avec cette équipe. Il apparaît aujourd'hui régulièrement avec l'équipe de France des moins de 19 ans.

## Statistiques
| Saison                | Club                  | Championnat           | Championnat | Championnat | Championnat | Coupe(s) nationale(s) | Coupe(s) nationale(s) | Coupe(s) nationale(s) | Compétition(s) continentale(s) | Compétition(s) continentale(s) | Compétition(s) continentale(s) | Compétition(s) continentale(s) | Total | Total | Total |
| Saison                | Club                  | Division              | M.          | B.          | P.d.        | M.                    | B.                    | P.d.                  | Comp.                          | M.                             | B.                             | P.d.                           | M.    | B.    | P.d.  |
| 2024-2025             | Paris Saint-Germain   | Ligue 1               | -           | -           | -           | -                     | -                     | -                     | CMC+C1                         | -                              | -                              | -                              | 0     | 0     | 0     |
| 2022-2023             | FC Lorient (prêt)     | Ligue 1               | 5           | 0           | 0           | -                     | -                     | -                     | -                              | -                              | -                              | -                              | 5     | 0     | 0     |
| 2023-2024             | FC Lorient (prêt)     | Ligue 1               | 14          | 1           | 1           | 1                     | 0                     | 0                     | -                              | -                              | -                              | -                              | 15    | 1     | 1     |
| Sous-total            | Sous-total            | Sous-total            | 19          | 1           | 1           | 1                     | 0                     | 0                     | -                              | 0                              | 0                              | 0                              | 20    | 1     | 1     |
| Total sur la carrière | Total sur la carrière | Total sur la carrière | 19          | 1           | 1           | 1                     | 0                     | 0                     | -                              | 0                              | 0                              | 0                              | 20    | 1     | 1     |

## Palmarès

### Distinctions personnelles
- Élu Titi d’or 2021[13].